# Cleocnemis serrana
Cleocnemis serrana är en spindelart som beskrevs av Cândido Firmino de Mello-Leitão 1929. 
Cleocnemis serrana ingår i släktet Cleocnemis och familjen snabblöparspindlar. Inga underarter finns listade i Catalogue of Life.